# Lijfarts
Een lijfarts is een arts die de persoonlijke zorg heeft voor een persoon of de familie van deze persoon. Deze persoon, een hoogstaand persoon zoals een vorst, is de werkgever van de arts.
Een lijfarts heeft de taak zorg te dragen voor een goede gezondheid van zijn werkgever. Zo iemand werd dan vaak dagelijks onderzocht.

## Bekende lijfartsen
- Christian Friedrich von Stockmar (Leopold I van België)
- Theodor Morell, (Hitler)
- Karl Gebhardt, (Himmler)
- Karl Brandt, (Hitler)